# Auyantepuia aluku
Espèce
Auyantepuia aluku est une espèce de scorpions de la famille des Chactidae.

## Distribution
Cette espèce est endémique de Guyane. Elle se rencontre vers Apatou.

## Description
La femelle holotype mesure 20,9 mm, les femelles mesurent de 20,0 à 22,4 mm,.
Les mâles mesurent de 19,9 à 24,2 mm.

## Étymologie
Cette espèce est nommée en l'honneur des Aluku.

## Publication originale
- Ythier, 2018 : A synopsis of the scorpion fauna of French Guiana, with description of four new species. Zookeys, no 764, p. 27–90 (texte intégral).